# Магній гранульований
Магній гранульований (рос. магний гранулированный, англ. granular (grainy) magnesium, нім. granuliertes Magnesium n) — неорганічна хімічна речовина у вигляді гранул, яку використовують для термохімічної інтенсифікації припливу нафти, обмеження водоприпливу у свердловинах з високою приймальністю пласта, для очищення привибійної зони газонагнітальних свердловин від привнесеного масла. Як носій використовують зневоднену нафту середньої і високої в'язкості, воду, водні розчини та ін. Інтенсифікація припливу нафти основана на екзотермічній реакції магнію із соляною кислотою (термохімічне або термокислотне оброблення привибійної зони нафтового пласта). Метод обмеження водоприпливу оснований на селективній реакційній активності гранул магнію у відношенні до пластових рідин: магній взаємодіє з водою. Реакція гідролізу, яка протікає в обводненій привибійній зоні пласта, призводить до утворення мучнистого осаду магнію і цементу магнезіального, який потім перетворюється у тверду речовину, закупорюючи водопідвідні канали. Ізоляційні роботи ведуть без установлення піднімальних щогл.